# B' Katīgoria 2006-2007
L'edizione 2006-2007 della B' Katīgoria vide la vittoria finale dell'APOP Kinyras.

## Formula
Le 14 squadre partecipanti hanno disputato il campionato incontrandosi in due gironi di andata e ritorno, per un totale di 26 giornate. Erano previste tre retrocessioni e tre promozioni.

## Classifica finale
|  |    | Classifica finale   | G  | V  | N  | P  | GF | GS  | Dif | Pt |
|  | -- | ------------------- | -- | -- | -- | -- | -- | --- | --- | -- |
|  | 1  | APOP Kinyras        | 26 | 18 | 4  | 4  | 65 | 22  | +41 | 58 |
|  | 2  | Alkī Larnaca        | 26 | 17 | 5  | 4  | 46 | 16  | +30 | 56 |
|  | 3  | Doxa Katōkopias     | 26 | 15 | 5  | 6  | 36 | 20  | +16 | 50 |
|  | 4  | EN ThOΪ Lakatamia   | 26 | 13 | 10 | 3  | 54 | 36  | +18 | 49 |
|  | 5  | ASIL Lysī           | 26 | 13 | 8  | 5  | 48 | 26  | +22 | 47 |
|  | 6  | Anagennīsī Deryneia | 26 | 8  | 12 | 6  | 30 | 27  | +3  | 36 |
|  | 7  | Omonia Aradippou    | 26 | 10 | 5  | 11 | 38 | 31  | +7  | 35 |
|  | 8  | MEAP Nīsou          | 26 | 9  | 8  | 9  | 33 | 40  | -7  | 35 |
|  | 9  | Onīsilos Sōtīra     | 26 | 9  | 6  | 11 | 39 | 31  | +8  | 33 |
|  | 10 | APEP Pitsilia       | 26 | 9  | 4  | 13 | 38 | 43  | -5  | 31 |
|  | 11 | Akritas Chlōrakas   | 26 | 8  | 6  | 12 | 33 | 41  | -8  | 30 |
|  | 12 | Chalkanoras Idaliou | 26 | 6  | 8  | 12 | 36 | 47  | -11 | 26 |
|  | 13 | Īraklīs Gerolakkou  | 26 | 3  | 4  | 19 | 25 | 62  | -36 | 13 |
|  | 14 | AEM Mesogis         | 26 | 0  | 3  | 23 | 25 | 104 | -79 | 3  |

G = Partite giocate; V = Vittorie; N = Nulle/Pareggi; P = Perse; GF = Goal fatti; GS = Goal subiti; DIF = Differenza reti;

### Verdetti
- APOP Kinyras, Alki Larnaca e Doxa Katokopias promossi in Divisione A.
- Chalkanoras Idaliou, Iraklis Yerolakkou e AEM Mesgois retrocesse in Terza Divisione.